# Kuchnia (Gniew)
Kuchnia (deutsch Küche) ist ein Dorf und Schulzenamt der Gemeinde Gniew im Powiat Tczewski der Woiwodschaft Pommern in Polen. Die jeweiligen Ortsnamen nehmen Bezug auf das fischreiche Gewässer der Weichsel an diesem Ort.

## Geographie

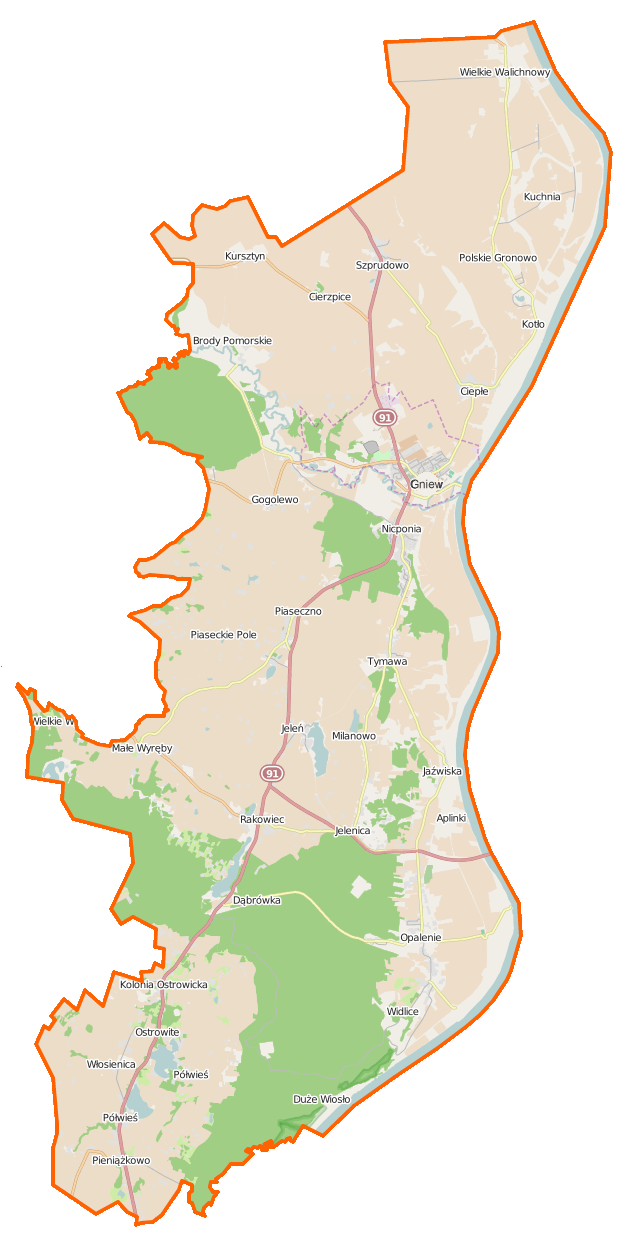
Karte der Gemeinde

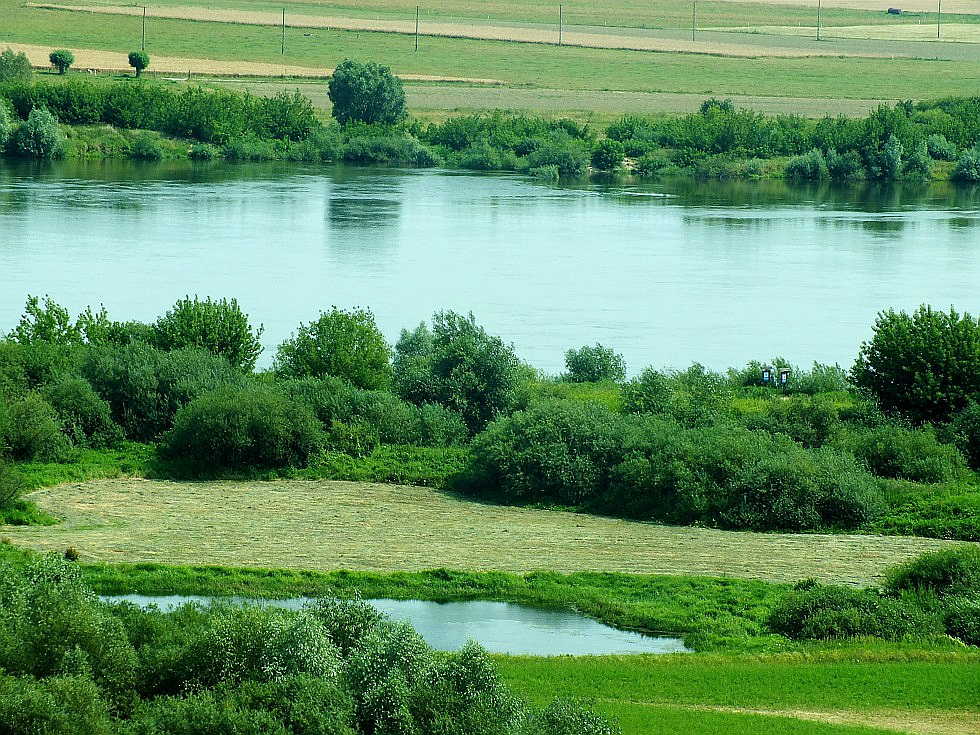
Landschaft an der Weichsel

Kuchnia liegt im Norden der Gemeinde in einem Bogen der Weichsel. Die Stadt Gniew (Mewe) liegt etwa acht Kilometer südlich, Tczew (Dirschau) 25 Kilometer nordwestlich und Danzig 50 Kilometer nördlich. Nachbarorte sind Wielkie Walichnowy (Groß Falkenau) mit dem Ortsteil Rozgarty (Roßgarten) im Norden, Ciepłe (Warmhof) mit Kotło (1939 Kesselhof) im Süden, Polskie Gronowo (Polnisch Grünhof) im Westen mit den Ortsteilen Wielkie Gronowo (Groß-), Polskie Gronowo (Polnisch-) sowie Małe Gronowo (Klein-Grünhof) und Benowo (Bönhof) sowie Rudniki (Rudnerweide) jenseits des Flusses. Sechs Kilometer nördlich liegt der Mątowski Cypel (Montauer Spitze) an dem die Nogat beginnt. Vor der Schleusenanlage an der Nogat bestand von 1920 bis 1939 das Dreiländereck, wo das Deutsche Reich, die Freie Stadt Danzig und die Zweite Republik Polen einen gemeinsamen Grenzpunkt hatten. Im Jahr 1930 wurde bei Weißenberg das „Westpreußenkreuz“ errichtet.
Im Süden des Dorfs liegt der Ortsteil Podwał (SIMC 1037755), ein weiterer Ortsteil ist Majątek (SIMC 1037689).
Das Dorf lag ursprünglich auf der Insel Küchen-Werder (auch Insel Küche, polnisch Kuchnia Kępa) einer Kämpe oder ein Werder, das im Osten von der Weichsel in den anderen Richtungen von der Borau (Borawa), einem Altarm der Weichsel umflossen wurde. Der erste Deich wurde entlang der Straße errichtet. Zwischen ihm und der Borau lag das Gebiet des „Polnisch Grünhöfer Außendeichs“. Die Borau versandete allmählich. Im Jahr 1855 wurde ein weiterer Deich errichtet, der die Borau abtrennte und die Insellage von Küche beendete. Am Deichvorland hatten Dorf, Staat („Königlicher Strauch“) und Vorwerk unterschiedliche Besitzanteile.

## Geschichte
Kuchnia wurde in den Jahren 1624 und 1664 erstmals urkundlich als „Pastwiska Kępa alias Kuchnia“ (Weiden-Kämpe genannt Kuchnia) erwähnt. Im Mittelalter war es wahrscheinlich ein Wehrdorf. Die Weiden gehörten der Komturei Mewe des Deutschen Ordens und dann der Starostei Gniew.
Durch die Erste Teilung Polen-Litauens 1772 kam das Gebiet an das Königreich Preußen. Das Dorf erhielt den Status einer Landgemeinde. Von 1829 bis 1878 waren West- und Ostpreußen zur Provinz Preußen vereinigt. Der Bau neuer Weichseldämme um 1855 erfolgte mit dem Bau des Weichsel-Nogat-Kanals.

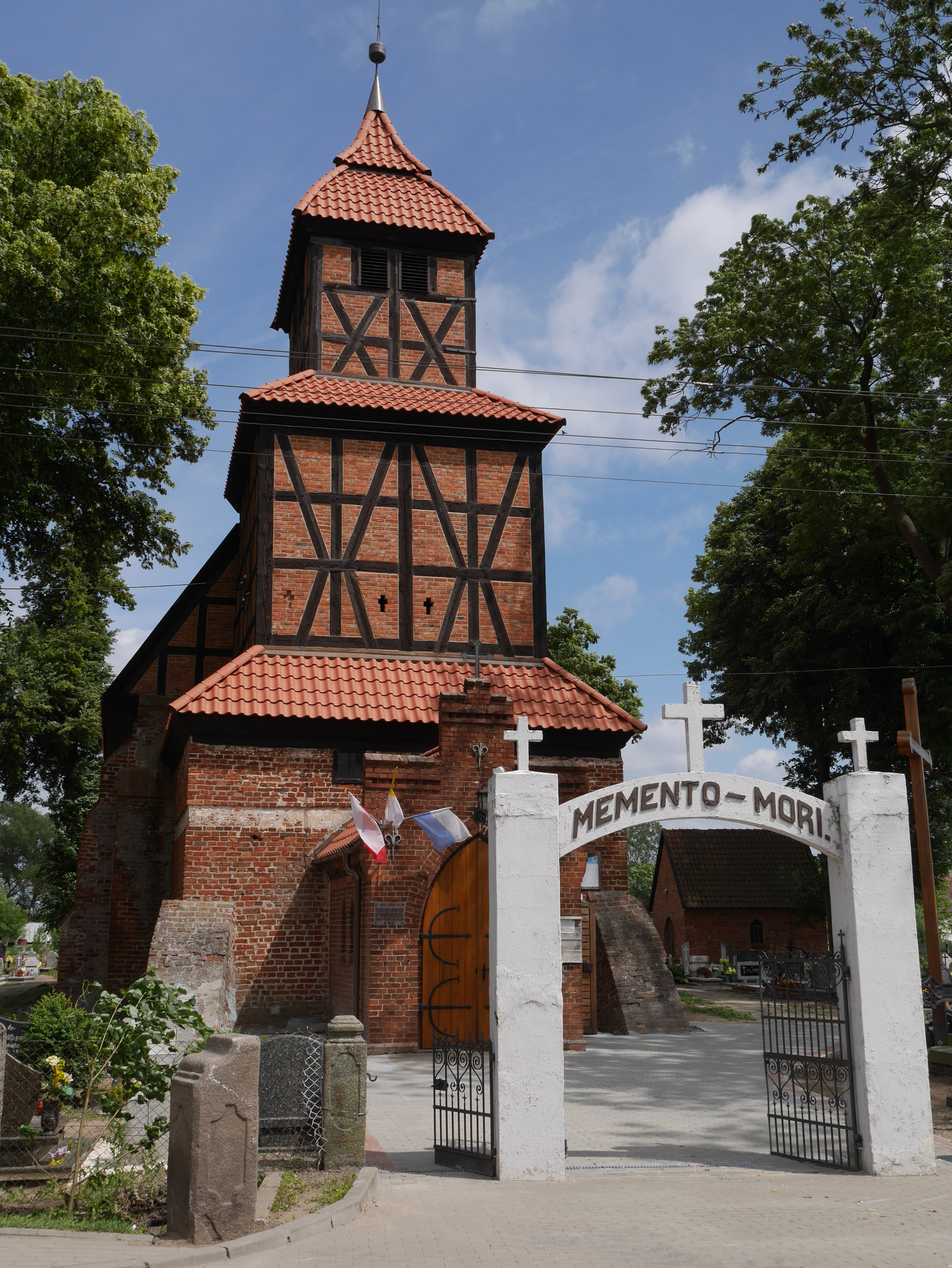
Die katholische Kirche in Wielkie Walichnowy

Das Dorf hatte 1905 188 Einwohner, fünf Jahre später waren es 148 und 1921 156. Der Wohnplatz Vorwerk Küche nahm den Westen der ehemaligen Insel ein. Er hatte 1905 112 Einwohner. Im Kreis Marienwerder gehörten die Orte zum Amtsbezirk Warmhof, wo sich auch das Standesamt befand. Amtsgericht war Mewe. Die evangelische Einwohner waren nach Mewe, die katholischen nach Groß Falkenau eingepfarrt. Der nahe gelegene Bahnhof Klein Grünhof wurde von 1905 bis 1918 von den Marienwerder Kleinbahnen bedient. Seit 1920 diente die Strecke der Zuckerfabrikbahn Pelplin.
Aufgrund der Bestimmungen des Versailler Vertrags wurde das Gebiet um Mewe mit dem Polnischen Korridor 1920 an die Zweite Polnische Republik abgetreten. Küche erhielt den amtlichen Namen Kuchnia. Im Ort waren zeitweise Einheiten eines „Zollbataillons“ (Batalion Celny) stationiert. Vom Powiat Gniewski kam Kuchnia 1932 zum Powiat Tczewski. Die eigenständige Gemeinde wurde im August 1934 Teil der Landgemeinde Gniew.
Nach dem Überfall auf Polen im September 1939 kam das Gebiet bis Anfang 1945 völkerrechtswidrig zum Landkreis Marienwerder, Provinz Danzig-Westpreußen im Regierungsbezirk Marienwerder. Von Dezember 1939 bis Februar 1940 wurden Einwohner von Kuchnia nach Mewe verschleppt. Ein Lager mit 2000 Polen befand sich in den Kellern und Räumen des teilweise zerstörten Schlosses, im Hof der Kaserne und im Gefängnis. Angehörige der Intelligenz wurden im November 1939 im Wald bei Szpęgawsk erschossen. Bei der Auflösung des Lagers wurden die Häftlinge zur Zwangsarbeit im Dritten Reich deportiert. Aus der Landgemeinde Mewe wurde im Oktober 1940 der Amtsbezirk Mewe-Land, der zuletzt vom Amtskommissar in Nichtsfelde verwaltet wurde. Die Gemeinden Küche, Groß Grünhof und Klein Grünhof kamen danach zur Gemeinde Polnisch Grünhof, die am 25. Juni 1942 amtlich den Namen „Grünhof, Kr. Dirschau“ erhielt.
Im Februar 1945 setzten sowjetische Truppen über die Weichsel. Die Landgemeinde Gniew wurde 1954 in Gromadas aufgelöst und 1973 wieder gebildet. Die Woiwodschaft Danzig wurde von 1975 bis 1998 erheblich verkleinert, der Powiat Tczewski war in dieser Zeit aufgelöst. Das Schulzenamt wird von Aneta Kłodda geleitet. (Stand April 2022)

## Verkehr
Im Westen des Gemeindegebiets verläuft die Landesstraße DK91 (E75) Cieszyn–Świecie–Danzig. Der nächste internationale Flughafen ist Danzig.